# Bad Eisenkappel
Bad Eisenkappel (slovenska: Železna Kapla) är en ort i Österrike. Det är huvudorten i kommunen Eisenkappel-Vellach som ligger i distriktet Völkermarkt i förbundslandet Kärnten, 230 kilometer sydväst om huvudstaden Wien. 